# Душко Ивановић
Душко Ивановић (Бијело Поље, 1. септембар 1957) јесте црногорски кошаркашки тренер и бивши кошаркаш. Тренутно је тренер Виртуса из Болоње. Током играчке каријере играо је на позицијама бека и крила.

## Играчка каријера
Каријеру је започео у Јединству из Бијелог Поља. У својој каријери играо је за Будућност, Југопластику, Ђирону, Лимож и Фрајбург. Почетком 1980-их, био је капитен Будућности. Био је капитен славне генерације Југопластике, са којом је освојио два узастопна наслова европског првака, данашња Евролига (1989. и 1990), три титуле југословенског првака и куп. У сезонама 1982/83, 1983/84. и 1987/88. предводио је листу најбољих стрелаца у југословенском првенству.

## Тренерска каријера
Тренерску каријеру започео је 1993. у Фрајбургу, где је играо као играч и помоћни тренер. У сезони 1994/95. био је помоћни тренер шпанске Ђироне. Четири године водио је швајцарски Фрибур, а истовремено је водио и швајцарску репрезентацију. Водио је још француски Лимож и Саски Басконију.
Ивановић је 2005. постао главни тренер Барселоне. Са њима је 2007. освојио Куп Краља. Међутим, након две и по године, добио је отказ 14. фебруара 2008. након лоших резултата.
Од 2008. до 2012. поново је водио свој бивши клуб Саски Басконију. У сезони 2008/09. Ивановић је понео награду за најбољег тренера у Шпанији. Три пута је у сезони био тренер месеца, а до краја јануара имао је сјајан резултат у лиги од 19 победа и само једног пораза. Уз то Ивановић је први тренер под којим је неки тим имао само четири пораза у регуларној сезони, а то дотад није успело Жељку Обрадовићу (1996/97), Аиту (2000/01) и Јоану Плази (2006/07), који су имали пет пораза. Са Басконијом је био првак Шпаније 2010. године.
У јануару 2014. је постао селектор репрезентације Босне и Херцеговине. Водио је репрезентацију БиХ у квалификацијама и на Европском првенству 2015. у Француској, где је освојено претпоследње место.
У јуну 2014. године Ивановић је постаo тренер грчког Панатинаикоса. Добио је отказ почетком маја 2015, након пораза у “ОАКА” дворани од највећег ривала Олимпијакоса (77:66) у грчком првенству, после чега је Панатинаикос изгубио шансе за прво место и предност домаћег терена пред почетка плеј-офа. Ивановић је клуб предводио до освајања националног купа и четвртфинала Евролиге.
У марту 2016. Ивановић је постао тренер Химкија. У периоду од 2018. до 2019. тренирао је Бешикташ, а након тога и шпанску Саски Басконију.
У новембру 2022. постављен је за тренера Црвене звезде. У сезони 2022/23. са Црвеном звездом је освојио Куп Радивоја Кораћа и  првенство Србије док је у финалу Јадранске лиге поражен од Партизана. Такмичење у Евролиги клуб је завршио на 10. месту са скором 17-17. Ивановић је почео и сезону 2023/24. у Црвеној звезди али је добио отказ 21. октобра 2023. године. Девет дана након отказа у Звезди, Ивановић је по четврти пут постављен за тренера шпанске Басконије. Са Басконијом је стигао до четвртфинала Евролиге где је поражен од Реал Мадрида (3:0) док у шпанској АЦБ лиги клуб није успео да избори пласман у плејоф. Ивановић је 27. маја 2024. споразумно раскинуо уговор са Басконијом.

## Успеси

### Играчки

#### Клупски
- Сплит:
  - Куп европских шампиона (2): 1988/89, 1989/90.
  - Првенство Југославије (3): 1987/88, 1988/89, 1989/90.
  - Куп Југославије (1): 1989/90.

### Тренерски

#### Клупски
- Фрибур Олимпик:
  - Првенство Швајцарске (3): 1996/97, 1997/98, 1998/99.
  - Куп Швајцарске (1): 1997/98.
- Лимож:
  - Куп Радивоја Кораћа (1): 1999/00.
  - Првенство Француске (1): 1999/00.
  - Куп Француске (1): 1999/00.
- Саски Басконија:
  - Првенство Шпаније (3): 2001/02, 2009/10, 2019/20.
  - Куп Шпаније (3): 2002, 2004, 2009.
  - Суперкуп Шпаније (1): 2008.
- Барселона:
  - Куп Шпаније (1): 2007.
- Панатинаикос:
  - Куп Грчке (1): 2015.
- Црвена звезда:
  - Првенство Србије (1): 2022/23.
  - Куп Радивоја Кораћа (1): 2023.
- Виртус Болоња:
  - Првенство Италије (1): 2024/25.

## Тренерска статистика

### Евролига
| Екипа         | Година   | ОУ  | П   | И   | П : И (%) | Исход                                      |
| ------------- | -------- | --- | --- | --- | --------- | ------------------------------------------ |
| Басконија     | 2000/01. | 22  | 15  | 7   | 68,2      | Финале                                     |
| Басконија     | 2001/02. | 15  | 11  | 4   | 65,0      | Фаза топ 16                                |
| Басконија     | 2002/03. | 20  | 11  | 9   | 52,6      | Фаза топ 16                                |
| Басконија     | 2003/04. | 20  | 13  | 7   | 65,0      | Фаза топ 16                                |
| Басконија     | 2004/05. | 20  | 11  | 9   | 54,2      | Финале                                     |
| Барселона     | 2005/06. | 25  | 14  | 11  | 56,0      | Четврто место                              |
| Барселона     | 2006/07. | 23  | 14  | 9   | 60,9      | Четвртфинале                               |
| Барселона     | 2007/08. | 14  | 9   | 5   | 64,3      | Четвртфинале                               |
| Басконија     | 2008/09. | 21  | 14  | 7   | 66,7      | Четвртфинале                               |
| Басконија     | 2009/10. | 20  | 11  | 9   | 55,0      | Четвртфинале                               |
| Басконија     | 2010/11. | 20  | 10  | 10  | 50,0      | Четвртфинале                               |
| Басконија     | 2011/12. | 10  | 5   | 5   | 50,0      | Регуларни део сезоне                       |
| Басконија     | 2012/13. | 6   | 1   | 5   | 16,7      | Добио отказ                                |
| Панатинаикос  | 2014/15. | 28  | 13  | 15  | 46,4      | Четвртфинале                               |
| Химки         | 2015/16. | 4   | 2   | 2   | 50,0      | Фаза топ 16                                |
| Басконија     | 2019/20. | 13  | 6   | 7   | 46,2      | Прекинута сезона услед пандемије ковида 19 |
| Басконија     | 2020/21. | 34  | 18  | 16  | 52,9      | Регуларни део сезоне                       |
| Басконија     | 2021/22. | 9   | 3   | 6   | 33,3      | Добио отказ                                |
| Црвена звезда | 2022/23. | 27  | 16  | 11  | 59,3      | Регуларни део сезоне                       |
| Црвена звезда | 2023/24. | 4   | 1   | 3   | 25,0      | Добио отказ                                |
| Басконија     | 2023/24. | 34  | 18  | 16  | 52,9      | Четвртфинале                               |
| Укупно        | Укупно   | 389 | 216 | 173 | 55,5      |                                            |